# 1559
Cette page concerne l'année 1559  du calendrier julien.
L'année 1559 est une année commune qui commence un dimanche.

## Événements
- 2 février, Inde : prise de Daman par les Portugais au sultan de Cambay[1].
- 23 mars : le successeur du sultan de Harar (Adal) Ahmed Gragne, Nur ibn al-Wazir, envahit le Fatajar. Le négus d'Éthiopie Claudius est battu et tué au cours d’une bataille le jour du Vendredi saint[2]. Décapité, sa tête sera portée à Harar et présentée à la veuve de Gragne, puis exposée pendant trois ans au sommet d’un pilier[3]. Minas succède à son frère Claudius en Éthiopie (fin en 1563)[4].
- 14 août : Tristán de Luna y Arellano fonde une colonie à Pensacola, en Floride. Sa flotte est détruite par un ouragan le 19 août[5].

- 4 septembre, Valladolid : création de l'Audiencia de Los Charcas de Perû[6].

- 1er décembre : départ de Syracuse d'une expédition contre Tripoli de Libye dirigée par Jean de Valette et le vice-roi de Sicile le duc de Medinaceli. Elle parvient à prendre la ville qui est tout de suite reprise par les Ottomans, en mai 1560[7].

- Japon : Oda Nobunaga s'empare du château d’Iwakura et se rend maître de presque toute la province d’Owari[8]. Après la mort de son père Nobuhide Oda, un daimyô de la région de Nagoya d’origine modeste, en 1551 Oda Nobunaga (1534-1582) prend sa succession après avoir fait assassiner son frère cadet et chasser les autres membres de sa famille, à l’exception de son fils Nobutaka (1558-1583) et d’un autre de ses frères, Nobukane (1543-1614) qui ont sa confiance.

### Europe

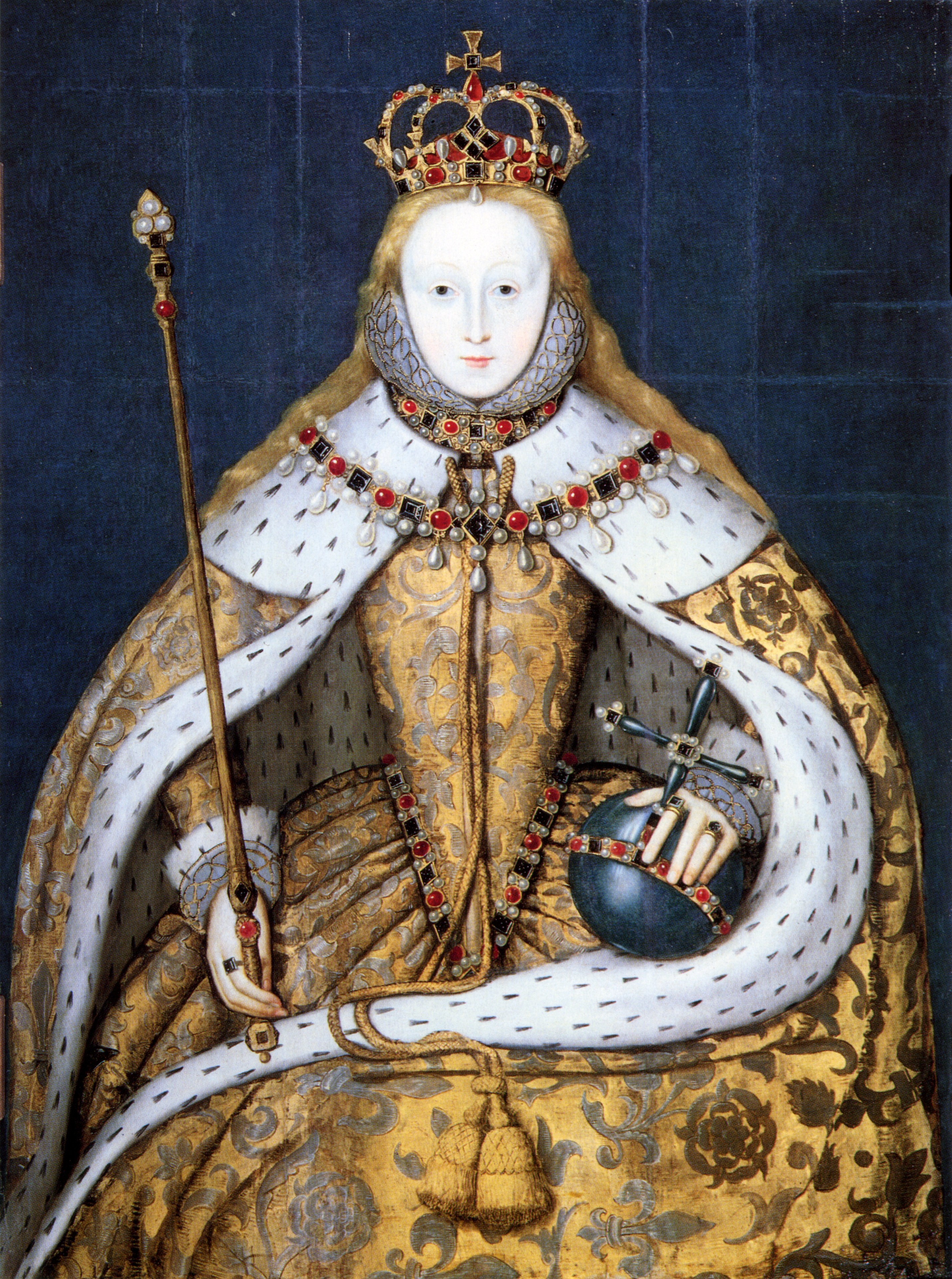
15 janvier : Élisabeth Ire d'Angleterre, lors de son couronnement. La reine refuse d’épouser Philippe II d'Espagne. Des tractations ont lieu en vue d’une union avec son cousin Charles de Styrie, archiduc d’Autriche entre 1559 et 1567, puis avec la cour de France, successivement avec Charles IX, puis ses frères le duc d’Anjou et François d'Alençon (1564-1584), mais sans plus de succès.

- 1er janvier : mort de Christian III de Danemark. La succession se fait sans heurts en faveur de Frédéric II (1534-1588) qui devient roi de Danemark et de Norvège[9].

- 15 janvier : couronnement de la reine Élisabeth Ire d'Angleterre, reine jusqu'en 1603[10].
- 23 janvier : ouverture du Parlement anglais[11].

- 1er février, guerre de Livonie : une armée russe passe devant Riga, entre en Sémigalle et ravage la Livonie jusqu'aux frontières de la Lituanie[12].
- 12 février : Frédéric III de Wittelsbach devient électeur palatin à la mort de Othon-Henri. Le Palatinat passe du luthéranisme au calvinisme[13].
- Février : Ivan IV de Russie envoie deux expéditions contre le Khanat de Crimée. Le prince lituanien Dimitri Wiśniowiecki, à la tête des Cosaques Zaporogues, marche contre Azak par la vallée du Don, tandis que les Russes, commandés par Alexis Adachev, atteignent l’estuaire du Dniepr[14].

- 12 mars et 2 avril : premier traité du Cateau-Cambrésis entre Henri II et Élisabeth Ire[15].
- 23 mars : Élisabeth d'Angleterre autorise la communion sous les deux espèces[16]. Elle reprend le contrôle de l'Église anglicane et règle le culte sur un compromis entre catholiques et protestants.

- Début avril : la tulipe est mentionnée à Augsbourg en Allemagne par Conrad Gessner[17].

- 3 avril : second traité du Cateau-Cambrésis, la France, le duché de Savoie et l'Espagne signent une paix désavantageuse pour la France[15]. Fin des guerres d'Italie. Henri II rend tous ses États au duc de Savoie et garde les Trois-Évêchés. L’Espagne est maîtresse de l’Italie, sauf Venise, Gênes et le duché de Savoie. Le duc d’Albe négocie le mariage de Philippe II d'Espagne avec Élisabeth de France (1545-1568). Emmanuel-Philibert redevient duc de Savoie (fin en 1580). Il crée un État fort fondé sur le modèle français de la monarchie absolue[18].
- 15 avril : bulle du pape Paul IV fondant l’université d'Évora (Portugal), à l'origine le collège du Saint-Esprit fondé par les jésuites[19].
- 28 avril : suivant l'Acte de suprématie, le Parlement d'Angleterre accorde à Élisabeth le titre de gouverneur suprême de l’Église d’Angleterre[20].
- 29 avril : Acte d’Uniformité ; rétablissement de l’Église anglicane (autorité du Book of Common Prayer). Des sanctions sont établies pour les dissidents[11]. Le « Règlement élisabéthain » tente de créer une Église nationale médiane entre les papistes et les puritains[21].

- 2 mai : le prédicateur calviniste John Knox retourne en Écosse après son exil en France et à Genève pour conduire la lutte protestante[22]. Il fonde le presbytérianisme.
- 12 mai : à la suite de la signature du traité du Cateau-Cambrésis, réorganisation des structures ecclésiastiques dans les Pays-Bas espagnols : par la bulle Super Universas le pape Paul IV crée de nouveaux diocèses sous les trois archidiocèses de Cambrai, Malines et Utrecht[23].
- Mai, guerre de Livonie : le grand-maître des Porte-Glaives en Livonie, Gotthard Kettler, signe une trêve de six mois avec Ivan IV de Russie, menacé par les Tatars de Crimée[24].

- 5 juin : création de l’académie de Genève[25]. Calvin participe à l’enseignement de l’académie.
- 22 juin : mariage par procuration de la princesse Élisabeth avec Philippe II d'Espagne représenté à Paris par le duc d'Albe[26].

- 2 juillet : Dimitri Wiśniowiecki est repoussé par le khan de Crimée devant Azak ; il mène trois offensives sans succès contre la forteresse au printemps, à l'été et à l'automne[14].
- 9 juillet : le duc Emmanuel Philibert de Savoie épouse Marguerite de France, sœur d’Henri II de France[18].
- 10 juillet : mort d'Henri II. Début du règne de François II de France[27]. Marie Stuart, son épouse, devient reine de France (1559-1560).
- 31 juillet : bulle du pape Paul IV autorisant la création de l'université de Douai (qui deviendra l'université de Lille par la suite)[28].

- 1er août : en Angleterre, Matthew Parker est élu archevêque de Cantorbéry (fin en 1575)[29]. De tradition calviniste, il est partisan de l’unification des diverses tendances dans l’Église d’Angleterre. Il est un des auteurs des Trente-neuf articles.
- 7 août : 
  - rétrocession officielle de la Savoie par la France à Chambéry[18].
  - Marguerite de Parme (1522-1586) est nommée gouvernante générale des Pays-Bas sous la tutelle de la consulta (fin en 1567)[30]. Installation de troupes espagnoles, création de 14 nouveaux évêchés et de trois archevêchés (Utrecht, Malines et Cambrai) et renforcement de la persécution religieuse. Les Pays-Bas comptent alors une vingtaine d’églises calvinistes.
- 12 août, duché de Savoie : les Parlements de Turin et de Chambéry prennent le nom de Sénat[31]. Le français et l’italien remplacent le latin dans les actes officiels. Le duc s’attache à assurer des ressources régulières au pays, à développer sa puissance militaire et à restaurer l’économie. Il prend un décret abolissant le servage.
- 17 août : publication de l'Index de l'Inquisition espagnole (es) à la demande de l'inquisiteur général de l'Inquisition espagnole Fernando Valdés[32].
- 23 août : arrestation et emprisonnement du primat des Espagnes, le dominicain Bartolomé Carranza, ancien confesseur de Charles Quint, par l’Inquisition espagnole sur la foi des accusations des accusés luthériens[33]. Ils déclaraient avoir appris leurs doctrines dans ses écrits et après étude par une commission de théologien de ses Commentaires sur le Catéchisme Chrétien. Le procès traîne jusqu’en 1576.
- 31 août : premier traité de Vilnius, traité d'alliance offensive et défensive entre la Confédération livonienne et le roi de Pologne Sigismond II Auguste[12].

- 14 septembre : Philippe II, de retour de Flandre, s’installe à Valladolid (1559-1561)[30]. Il ne quittera plus l’Espagne. Ses conseillers non espagnols sont écartés des principaux postes. Don Juan d'Autriche, Antoine Perrenot de Granvelle, le prince d’Eboli, les ducs d’Albe, de Feria, de Mendoza, de Manrique, d’Olivares, les grands inquisiteurs et les cardinaux espagnols sont ses principaux conseillers.

- 8 octobre : le roi Philippe II d'Espagne est présent en personne au second autodafé de Valladolid qui comprend 26 exécutions pour hérésie[34]. Autodafés à Séville (1559 et 1560), à Valladolid (21 mai[30] et 8 octobre).

- 16 novembre : Philippe II s’empare des diezmos de la mar, droits perçus auparavant par les descendants du connétable de Castille[35].
- Novembre, Livonie : Gotthard Kettler, grand-maître de l'ordre des Chevaliers Porte-Glaive, croyant que les Polonais s'apprêtent à marcher contre les Russes, met le siège devant Dorpat occupée par les Russes ; d'abord victorieux, il ne peut reprendre la ville et les assiégés reçoivent des renforts. Le siège est levé pendant l'hiver[12].

- 25-26 décembre : élection du pape Pie IV (fin de pontificat en 1565)[36].
  - Philippe II d'Espagne exige la reprise du concile de Trente. L’empereur, les Français et les Allemands souhaitent l’ouverture d’un nouveau concile pour réaliser un accord avec les protestants. Pie IV choisit de reprendre les séances à Trente (1562)[37].

- Procès du théologien espagnol Constantino Ponce de la Fuente (es) pour luthéranisme. Mort en prison, il est brûlé en effigie le 22 décembre 1560[38].

- Les provinces de Hollande, Zélande et Utrecht reçoivent de Philippe II le même stathouder (commandant des armées et des flottes), Guillaume Ier d'Orange-Nassau[39].
- Établissement turc à Valona, sur l’Adriatique[40].
- Les Dantzicois arrêtent des navires anglais qui se rendaient à Narva[40].

## Naissances en 1559
- 24 janvier : Florence de Verquigneul, moniale bénédictine française († 29 août 1638).
- ? janvier : Domenico Cresti, peintre italien († 17 mai 1638).
- 7 février : Catherine de Bourbon, duchesse d'Albret, comtesse d'Armagnac et comtesse de Périgord († 13 février 1604).
- 18 février : Isaac Casaubon, humaniste et érudit protestant († 1er juillet 1614).
- 19 février : Philippe II de Bade, margrave de Baden-Baden († 7 juin 1588).
- 21 février :
  - Giulio Mancini, médecin, collectionneur, marchand d'art et écrivain italien († 22 août 1630).
  - Nurhachi, réalise l'unité des tribus Jurchen et fonde la dynastie des Jīn postérieurs († 30 septembre 1626).
- ? février : Jean t'Serclaes de Tilly, chef de guerre brabançon († 30 avril 1632).
- 26 mars : Wolf Dietrich de Raitenau, prince-archevêque de Salzbourg († 16 janvier 1617).
- 13 avril : Matsudaira Nobuyasu, fils ainé de Tokugawa Ieyasu († 5 octobre 1579).
- 23 avril : Jean de Vieuxpont, évêque de Meaux († 16 août 1623).
- 4 mai: Alice Spencer, aristocrate anglaise de la famille Spencer († 23 janvier 1637).
- 12 mai :
  - Johann Georg Gödelmann, juriste et diplomate allemand († 20 mars 1611).
  - Stanisław Radziwiłł, staroste de Samogitie, grand maréchal de Lituanie, 1er ordynat d'Ołyka († 19 mars 1599).
- 16 mai : Dominique de Jésus-Marie, carme déchaux espagnol († 16 février 1630).
- 14 juillet : Gregorio Pagani, peintre italien du maniérisme tardif de l'école florentine († 3 décembre 1605).
- 22 juillet : Laurent de Brindisi, capucin italien († 22 juillet 1619).
- 27 juillet : Barbara de Deux-Ponts-Neubourg, comtesse palatine de Deux-Ponts par la naissance et par mariage comtesse d'Oettingen-Oettingen († 5 mars 1618).
- 18 août : Frédéric de Bergh, seigneur de Dixmude et de Boxmeer, militaire lors de la guerre de Quatre-Vingts Ans († 3 septembre 1618).
- 29 août : Sturmius, professeur de mathématiques, médecin et poète belge  († vers 1650).
- 21 septembre : Lodovico Cigoli, peintre et architecte italien de l'école florentine († 8 juin 1613).
- ? septembre : Ishida Mitsunari, un descendant des Fujiwara,  principal adversaire de Tokugawa Ieyasu à la bataille de Sekigahara († 6 novembre 1600).
- 12 octobre : Jacques Sirmond, prêtre jésuite, historien et patrologue français († 7 octobre 1651).
- 30 octobre : Francis Clifford, 4e comte de Cumberland, lord-lieutenant des comtés de Cumberland, Northumberland et Westmorland († 4 janvier 1641).
- 8 novembre : Salomon Gesner, théologien luthérien allemand († 7 février 1605).
- 10 novembre : Christoph Brouwer, prêtre jésuite, historien ecclésiastique et hagiographe des Pays-Bas († 2 juin 1617).
- 11 novembre : Toku-hime, fille du daimyo Oda Nobunaga, épouse Matsudaira Nobuyasu († 16 février 1636).
- 13 novembre : Al-Mansur al-Qasim, chef religieux et politique du Yémen, imam de la communauté des zaïdites († 19 février 1620).
- 15 novembre : Albert d'Autriche, archiduc d'Autriche († 13 juillet 1621).
- 13 décembre : Maximilien de Béthune, duc de Sully, militaire protestant et compagnon d'armes du roi Henri IV († 22 décembre 1641).
- 14 décembre : Lupercio Leonardo de Argensola, écrivain espagnol († 2 mars 1613).
- 22 décembre : Henri Hoeimaker,  frère jésuite et architecte des Pays-Bas méridionaux († 10 novembre 1626).
- 29 décembre : Jean Chenu, jurisconsulte français († 16 décembre 1627).

- Date précise inconnue :
  - Akamatsu Norifusa, samouraï de la fin de la période Sengoku et du début de la période Azuchi-Momoyama († 18 août 1598).
  - Étienne Ier d'Aligre, homme d'État français († 11 décembre 1635).
  - Jacques d'Amboise, chirurgien français († 1606).
  - Ottavio Belmosto, cardinal italien († 16 novembre 1618).
  - Pierre Biard l'Aîné, sculpteur et architecte français († 17 septembre 1609).
  - Charls Butler, homme d’Église et scientifique britannique († 29 mars 1647).
  - Charles du Lys, juriste français († vers 1632).
  - Claude Chastillon, architecte, ingénieur et topographe français († 27 avril 1616).
  - Heinrich Cloos, personnalité politique suisse († 6 octobre 1629 ou 7 octobre 1629).
  - Jean-Édouard Du Monin, poète, dramaturge et traducteur français († 5 novembre 1586).
  - Hirano Nagayasu, samouraï durant l'époque Azuchi-Momoyama († 8 juin 1628).
  - Ikeda Motosuke, commandant samouraï de l'époque Sengoku († 18 mai 1584).
  - Kanō Sanraku, peintre japonais de l'École Kanō († 30 septembre 1635).
  - Justin de Nassau, premier stathouder des Provinces-Unies († 26 juin 1631).
  - Dionisio Nencioni di Bartolomeo, architecte italien († 1638).
  - Ōtani Yoshitsugu, samouraï japonais († 21 octobre 1600).
  - Francisco Ros, prêtre jésuite espagnol († 18 février 1624).
  - Hon'inbō Sansa, joueur de go japonais († 13 juin 1623).
  - Shō Ei, souverain du royaume de Ryūkyū († 1588).
  - Ferdinando Stanley, 5e comte de Derby et Seigneur de l'Île de Man († 16 avril 1594).
  - Eustache White, prêtre catholique anglais († 1591).

- 1556 ou 1559 :
- Sophie Brahe, scientifique et femme de lettres danoise († 1643).

- Vers 1559 :
  - George Chapman, poète et dramaturge anglais † 12 mai 1634).
  - Nicolas Rambourg, architecte français († 2 juillet 1649).
  - Leonardo Torriani, ingénieur militaire et architecte d'origine italienne († 1628).

## Décès en 1559
- 1er janvier : Christian III de Danemark, roi de Danemark et de Norvège (1534-1559), et duc d'Holstein et de Schleswig de 1523 à 1533 (° 12 août 1503).
- 18 janvier : Roberto de' Nobili, cardinal italien (° 5 septembre 1541).
- 25 janvier[9] : Christian II de Danemark, en captivité à Kalundborg (° 1er juillet 1481).

- 27 février :  Jean Morel, martyr protestant français (º 1541).

- 13 mars : Johannes Gropper, cardinal allemand (° 24 février 1503).
- 28 mars : Wen Zhengming, calligraphe et poète chinois de la dynastie Ming (° 28 novembre 1470).
- 30 mars : Adam Ries, mathématicien allemand (º 1492).

- Après le 24 avril : Nicolas Payen, compositeur franco-flamand (° 1512)[41].
- 29 avril : François-Othon de Brunswick-Lunebourg, duc de Brunswick-Lunebourg (° 20 juin 1530).

- 21 mai : Augustin de Cazalla, clerc espagnol d'inspiration érasmisante, exécuté pour hérésie (° 1510).

- 25 juin : Antonio Trivulzio, iuniore, cardinal italien (° 1514).

- 10 juillet : Henri II, roi de France, début à quinze ans, du règne de son fils François II (° 31 mars 1519).

- 18 août : Paul IV (Gian Pietro Carafa), 223e pape de l'Église catholique (° 28 juin 1476).
- 25 août : Cornelius Wischaven, prêtre jésuite belge (° 2 octobre 1509).

- 2 septembre : Yūki Masakatsu, samouraï de l'époque Sengoku (° 1503).
- 6 septembre : Pierre Galland, professeur au Collège royal (° 1510).
- 7 septembre : Robert Estienne, lexicographe et imprimeur français (° 1503).
- 15 septembre : Isabelle Jagellon, épouse de Jean Szapolyai et mère de Jean Sigismond Szapolyai (° 18 janvier 1519).

- 3 octobre : Hercule II d'Este, quatrième duc de Ferrare, Modène et Reggio (1534-1559) (° 4 avril 1508).

- 20 novembre : Frances Brandon, second enfant et aînée des filles de Charles Brandon, 1er duc de Suffolk, et de Marie Tudor, reine douairière de France (° 16 juillet 1517).

- 1er décembre : Girolamo Recanati Capodiferro, cardinal italien (° 22 juin 1502).
- 4 décembre : Girolamo Dandini, cardinal italien (° 1509).
- 12 décembre : Othon-Henri du Palatinat, dernier représentant des branches de Palatinat et de Bavière-Landshut de la maison de Wittelsbach, par ses deux grands-pères Philippe Ier du Palatinat et Georges de Bavière (° 10 avril 1502).
- 15 décembre : Irene di Spilimbergo, peintre italienne (° 1540).
- 23 décembre : Anne du Bourg, magistrat protestant français (° 1521).
- 29 décembre : François de Rohan-Gié, petit-fis du maréchal de Gié, lieutenant-général en Bretagne (° 1515)[42].
- 31 décembre : Owen Oglethorpe, évêque anglais (° 1502).

- Date précise inconnue :
  - Realdo Colombo, médecin et chirurgien italien (° 1510).
  - Nicolas Denisot, poète français de la Pléiade (° 1515).
  - Leonard Digges, mathématicien et géomètre britannique († 1515).
  - François Douaren, juriste et professeur de droit français (° 1509).
  - Theodore Fabricius, théologien allemand (° 1501).
  - Juan Ladrillero, explorateur et navigateur espagnol (° 1505).
  - François Ier de Montmorency-Hallot, fils de Claude de Montmorency-Fosseux et de Anne d'Aumont (° 1546).
  - Christoph Weiditz, peintre, médailleur, sculpteur et orfèvre allemand (° 1498).